# See It Now
See It Now war eine Dokumentar- und Nachrichtensendung in den 1950er Jahren in den USA. Sie wurde produziert von  Edward R. Murrow und Fred W. Friendly. Diese Sendung hat vier Emmy Awards gewonnen, in den Jahren 1953, 1954, 1957 und 1958.
See It Now war die Nachfolgesendung von Hear it now, wobei der große Unterschied darin lag, dass Hear it now eine Radiosendung war. Beide Sendungen wurden von Edward R. Murrow und Fred W. Friendly produziert. Die erste Episode ging am 18. November 1951 zum ersten Mal auf Sendung. In dieser ersten Sendung machte Murrow eine Parallelschaltung zwischen einem Studio an der West- und einem an der Ostküste.
See It Now lief  bis 1955 wöchentlich 30 Minuten auf Columbia Broadcasting System, danach unregelmäßig, letztmals am 7. Juli 1958.

## Senator McCarthy
Diese Show blieb vielen Menschen als jene in Erinnerung, die mit der Ausgabe vom 9. März 1954 den politischen Untergang von Senator Joseph McCarthy auslöste. In diesem 30-minütigen Bericht Ein Report über Senator McCarthy verwendete Murrow McCarthys eigene Reden und Aussagen, um letzteren zu kritisieren, Widersprüche aufzuzeigen und die Gefahr für die Demokratie darzustellen, die von diesem Senator ausging. Murrow war sich darüber im Klaren, dass er das Medium Fernsehen verwendete, um einen einzelnen Mann anzugreifen, und war sich der moralischen Vertretbarkeit der von ihm verwendeten Methoden nicht sicher. Murrow und sein Produzent bezahlten aus eigener Tasche Anzeigen in Tageszeitungen, die auf die Ausstrahlung hinwiesen.
Im Anschluss an die Sendung vom 9. März 1954 gingen zehntausende Zusendungen an Murrow ein, wobei über 90 % seine Meinung teilten. Es wird gesagt, dass der Fahrer des LKWs, der die Briefe zustellte, scherzhaft gesagt hat, dass es wohl eine gute Show gewesen sei.
Murrow gab McCarthy die Gelegenheit, in seiner Sendung auf die Vorwürfe zu antworten. Diese Gegendarstellung wurde von McCarthy selbst produziert und zwei Wochen später von CBS ausgestrahlt, wie von Murrow versprochen. Beobachter meinten, dass McCarthys Antwort-Sendung möglicherweise mehr zu dessen Sturz beigetragen habe als Murrows ursprünglicher Bericht, denn Murrow kannte im Gegensatz zu McCarthy die Regeln des neuen Mediums Fernsehen.
Um die Show-Ausgabe zu McCarthy im März 1954 geht es auch in dem 2005 erschienenen Kinofilm Good Night, and Good Luck.